# ЛТ-10
ЛТ-10 — серия украинских высокопольных четырёхосных трамвайных вагонов, выпускавшихся с 1994 по 1998 гг. на Луганском тепловозостроительном заводе

## Технические подробности
Из-за сложности с закупкой трамваев Tatra T6B5 в 1990 году Государственный комитет Украины по жилищно-коммунальному хозяйству выделил 2,5 миллиона советских рублей на НИОКР по созданию украинского трамвая. Техническое задание выполнил научно-исследовательский и опытно-конструкторский институт городского хозяйства в Киеве (НИКТИ ГХ, лаборатория подвижного состава). Конструкцию и технологию производства кузова разработал Киевский механический завод имени Антонова. В ноябре 1991 года кабинет министров Украины принял программу «Украинский трамвай», утвердив завод-изготовитель и смежные предприятия.
Работы на ПО «Лугансктепловоз» велись с начала лета 1991 года, совместно с инженерами Луганского ТТУ. Два первых опытных образца были собраны в 1993 году, официальная презентация состоялась в середине января 1994 года.
Вагон односторонний, однокабинный, оборудован тиристорно-импульсной системой управления, а также тремя видами тормозов: электрическим с возможностью рекуперации, электромагнитным (рельсовым) и механическим. Тележка бесчелюстная двухосная с индивидуальным приводом каждой колёсной пары через опорно-осевой двухступенчатый цилиндрический тяговый редуктор.
Также был построен один частично низкопольный вагон ЛТ-10А с изменённым дизайном, однако покупателей на него не нашлось.

## Судьба вагонов

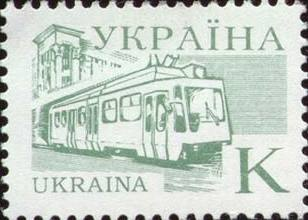
Почтовая марка Украины, 1995 год

С 1994 по 1998 года заводом было построено 16 вагонов ЛТ-10.
- Луганск: Эксплуатировалось 10 вагонов, все они были отстранены от эксплуатации к 2005 году. В 2007 году восстановлено движение вагона № 207.
- Енакиево: Работало 5 вагонов с 1994 по 1997 год.
- Москва: Один вагон поступил в 1999 году в Бауманское депо, работал под номерами 0232 и 2300. В 2002 году отстранён от эксплуатации и переведён в музей пассажирского транспорта. В начале 2003, в связи с подготовкой Апаковского депо к получению вагонов ЛТ-5, он был переведён туда для изучения персоналом. Он был перенумерован в 0130, и после прохождения ремонта несколько недель работал с пассажирами, но вскоре был вновь отстранён от эксплуатации из-за поломки.

Почти все выпущенные вагоны прекратили свою работу из-за частых неисправностей.
В 1996 году стоимость трамвая ЛТ-10 оценивалась в  200.000 долларов США, а 71-608КМ - в 90.000 долларов. Дороговизна и конструктивные дефекты были причиной отсутствия спроса на эту модель.